# The Box (Roddy Ricch)
The Box è un singolo del rapper statunitense Roddy Ricch, pubblicato il 17 gennaio 2020 come quinto estratto dal primo album in studio Please Excuse Me for Being Antisocial.

## Descrizione
La canzone è basata su un riff d'archi chiamato DawnSymphony e prodotto dall'azienda giapponese Roland Corporation, nota produttrice di sintetizzatori. Il loop fu già utilizzato una prima volta come intro della canzone Love Sex Magic di Ciara con la partecipazione di Justin Timberlake del 2009 e per questo in origine si pensò ad un campionamento del suddetto brano, in seguito però il produttore del brano 30 Roc ha smentito la cosa, dichiarando di aver utilizzato il software Omnisphere per la produzione del beat.

## Promozione
Roddy Ricch ha eseguito il brano in un medley con Heartless nell'ambito dei Grammy Award del 14 marzo 2021.

## Accoglienza
Insieme alle tracce Boom Boom Room e Start wit Me che vede la partecipazione del rapper statunitense Gunna, Darryl Robertson di Vibe afferma di aver avuto l'impressione che The Box è «l'ulteriore prova che Atlantic Records può stipulare contratti discografici con artisti che pubblicano brani radio-friendly». Scrivendo per l'HipHopDX, Josh Svetz ha provato lo stesso sentimento, aggiungendo che «la richiesta di Ricch è semplice; il ragazzo può scrivere davvero un hook. Che sia The Box o Start wit Me, Roddy si distingue nel produrre ritornelli che rimangono nella testa e che migliorano con il ripetere degli ascolti».

## Video musicale
Il video, diretto da Christian Breslauer, è stato reso disponibile il 28 febbraio 2020.

## Tracce
Testi e musiche di Rodrick Moore, Jr., Samuel Gloade, Adarius Moragne e Aqeel Tate.
1. The Box – 3:16

## Formazione
- Roddy Ricch – voce
- 30 Roc – produzione
- Datboisqueeze – produzione
- Zentachi – produzione aggiuntiva
- Chris Dennis – registrazione
- Curtis "Sircut" Bye – ingegneria del suono
- Cyrus "NOIS" Taghipour – missaggio
- Derek "MixedByAli" Ali – missaggio
- Nicolas de Porcel – mastering

## Successo commerciale
Secondo l'International Federation of the Phonographic Industry The Box è risultato il 3º brano più venduto a livello globale nel corso del 2020 con un totale di 1,67 miliardi di stream equivalenti.
Negli Stati Uniti d'America, ha debuttato alla 47ª posizione nella pubblicazione del 21 dicembre 2019, raggiungendo la vetta cinque settimane dopo e diventando così il primo brano di Ricch e del decennio ad eseguire tale risultato nella Billboard Hot 100 con 11 000 copie digitali e 68,2 milioni di riproduzioni in streaming. Con un totale di undici settimane consecutive trascorse in vertice, The Box è diventata una delle canzoni più longeve al numero uno di tale classifica. Durante la prima metà del 2020 è risultato il 9º brano più venduto in pure, il più riprodotto in streaming e l'8º più ascoltato in radio in territorio statunitense.
Nella Official Singles Chart britannica datata il 9 gennaio 2020 ha debuttato alla 40ª posizione con 11 693 unità di vendita. La settimana successiva è salita fino alla 16ª posizione con 24 673 vendite, per poi raggiungere la 5ª posizione nella pubblicazione del 23 gennaio 2020 grazie a 43 529 unità. La settimana seguente ha aumentato le proprie vendite a 52 540, rimanendo tuttavia bloccata dalla vetta da Godzilla di Eminem per 93 unità.

## Classifiche

### Classifiche settimanali
| Classifica (2020) | Posizione massima |
| ----------------- | ----------------- |
| Argentina         | 54                |
| Australia         | 4                 |
| Austria           | 10                |
| Belgio (Fiandre)  | 12                |
| Belgio (Vallonia) | 16                |
| Canada            | 1                 |
| Danimarca         | 4                 |
| Estonia           | 2                 |
| Finlandia         | 4                 |
| Francia           | 7                 |
| Germania          | 12                |
| Grecia            | 1                 |
| Irlanda           | 2                 |
| Islanda           | 10                |
| Italia            | 34                |
| Lettonia          | 1                 |
| Lituania          | 1                 |
| Malaysia          | 11                |
| Norvegia          | 3                 |
| Nuova Zelanda     | 1                 |
| Paesi Bassi       | 4                 |
| Portogallo        | 2                 |
| Regno Unito       | 2                 |
| Repubblica Ceca   | 3                 |
| Romania           | 47                |
| Singapore         | 11                |
| Slovacchia        | 3                 |
| Spagna            | 46                |
| Stati Uniti       | 1                 |
| Svezia            | 5                 |
| Svizzera          | 3                 |
| Ucraina           | 39                |
| Ungheria          | 1                 |

### Classifiche di fine anno
| Classifica (2020) | Posizione |
| ----------------- | --------- |
| Australia         | 14        |
| Austria           | 36        |
| Belgio (Fiandre)  | 38        |
| Belgio (Vallonia) | 58        |
| Canada            | 4         |
| Danimarca         | 25        |
| Francia           | 24        |
| Germania          | 35        |
| Irlanda           | 14        |
| Islanda           | 42        |
| Norvegia          | 29        |
| Nuova Zelanda     | 9         |
| Paesi Bassi       | 29        |
| Portogallo        | 3         |
| Regno Unito       | 12        |
| Stati Uniti       | 3         |
| Svezia            | 20        |
| Svizzera          | 19        |
| Ungheria          | 12        |
| Classifica (2021) | Posizione |
| Portogallo        | 147       |

## Riconoscimenti
- BET Awards[67]
  - 2020 – Candidatura al video dell'anno
  - 2020 – Candidatura al Viewers' Choice Award

- MTV Video Music Awards[68]
  - 2020 – Candidatura al miglior video hip-hop
  - 2020 – Candidatura alla canzone dell'anno